# Тарраконська Іспанія
41°06′59″ пн. ш. 1°15′19″ сх. д. / 41.1165° пн. ш. 1.2552° сх. д.
Тарраконська Іспанія (лат. Hispania Tarraconensis, ісп. Tarraconense) — провінція Римської імперії з центром Таррако (лат. Tarraco), сучасна Таррагона в Каталонії. Тарраконська Іспанія була однією з трьох римських провінцій на Піренейському півострові. Цій провінції належало майже все середземноморське узбережжя сучасної Іспанії, частина атлантичного узбережжя Іспанії та Португалії. Південна частина Піренейського півострова, іменована зараз Андалузія, називалася Бетіка, а на західному узбережжі знаходилася провінція Лузітанія.

## Історія

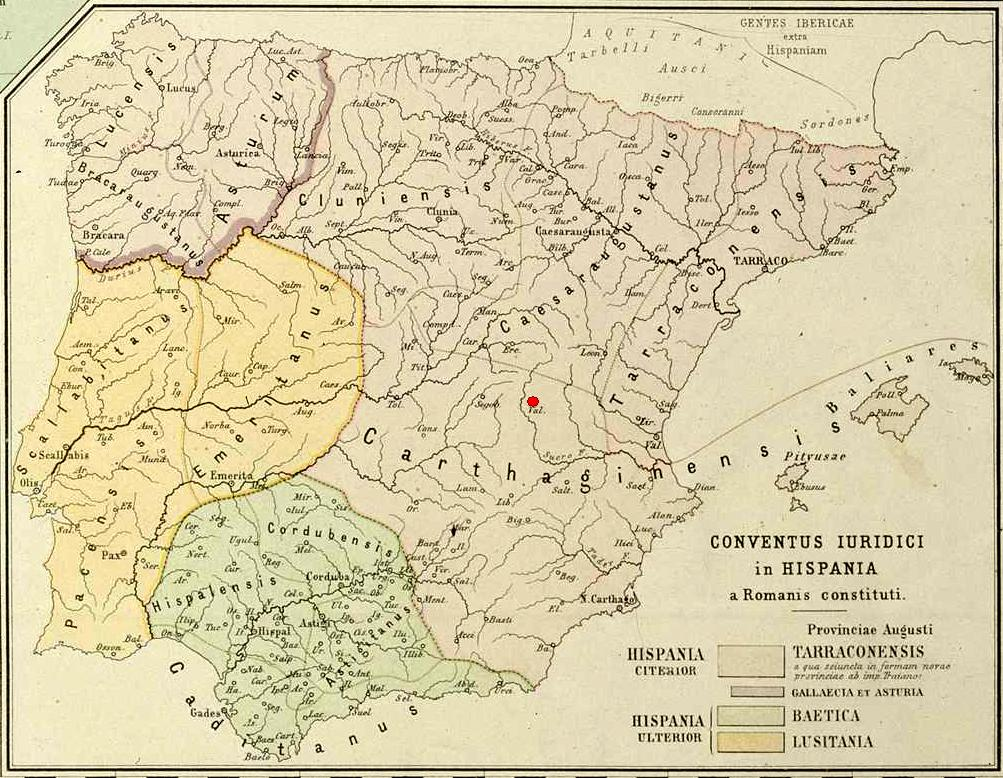
Поділ іспанських провінцій на конвенти (12 р. до н. е. — 293 р. н. е.

Провінцію Тарраконська Іспанія було створено на основні республіканської провінції Ближня Іспанія (лат. Hispania Citerior) і Галісії (лат. Gallaecia), частини провінції Дальня Іспанія, під час реформи провінційної системи 27 до н. е., яку ініціював імператор Август. Свою назву отримала на честь столиці, Colonia Urbs Triumphalis Tarraco.
Через своє безпекове та економічне значення віднесена Августом до складу імператорських провінцій. Управлялася прокураторами, серед яких найбільш відомі Сульпіцій Гальба (61-68 р. н. е.) та Пліній Старший (бл. 73 р. н. е.)
Кордони провінції остаточно узгоджені у 12-7 р. до н. е.. Тоді від Бетіки (сенатська провінція) були відмежовані землі племені бастетанів з рудними покладами, а зі складу Лузітанії вилучено землі галлеків.
Попередньо було скасовано провінцію Трансдуріану із центром у Августі Астурікорум, яка існувала у 16-13 р. до н. е. і охоплювала весь північний захід Піренейського півострова, включно із щойно підкореними землями астурійців та кантабрів.
Утворена провінція стала другою за площею (понад 380 тис. км2) після Єгипту. Принаймні до анексії Дакії у 106 р. н. е. відігравала роль основного постачальника срібла (сучасна Мурсія) та золота (Галлеція).
Початково включала території з різним правовим статусом (в основному — племенні округи). Гай Юлій Цезар поселив колоністів і надав статусу колоній містам Тарракон, Картаго Нова, Валенція, Цельса, Емпорій.  Імператор Август додав до цього списку міста Цезаравгуста, Барцино, Дертоса, Лібісоса, Ілікі. Протягом I століття колоніями стали Флавіобріга та Клунія Сульпіція.
За результатом Кантабрійських воєн (29-19 рр. до н. е.) Август залишив на північному заході провінції три легіони з центрами у Августі Астурікорум, Ланції та Легіо Геміна. Їх функцією було придушення можливих повстань підкореного населення, а також охорона стратегічних золотих промислів, де використовувався переважно рабський труд. Із стабілізацією ситуації у регіоні Гай Калігула лишив два легіони, а з часів Нерона в Іспанії перебував лише один легіон.
У 74 р. н. е. імператор Веспасіан дав 179 місцевим громадам статус муніципію латинського права. Оскільки на півночі і заході провінції все ще існували громади без міських центрів, їх осередки отримали назви на честь правлячої династії Флавіїв. Так на мапі римської Іспанії з'явилися містечка Флавія Августа, Флавія Ламбріс, Флавіонавія тощо.
За повідомленням Плінія Старшого (Naturalis Historia 3.18) до того часу у Тарраконській Іспанії існувало 293 громади, у тому числі 189 міст. Серед них було 12 колоній, 13 міст з римським громадянством, 18 міст латинського права і 1 місто — на правах федератів. Ще 135 «стипендіарних» міст не мали жодних привілеїв.
Наведені Плінієм дані про кількість громад можуть бути неточними або спотвореним пізнішим переписником. Далі він наводить дані про кількість громад у кожному судовому окрузі Іспанії, де їх загальна кількість становить вже 263 (без Балеарських островів).
Адміністративний устрій провінції
Ще за часів Августа Тарраконська Іспанія отримала поділ на судові округи — конвенти. Ця система існувала до остаточної реорганізації провінції імператором Діоклетіаном у 293 р.
Запроваджено 7 конвентів:
- Тарраконський (Conventus Tarraconensis) — 42 громади, приблизно 40 тис. км2;
 — Карфагенський (Conventus Carthaginensis) — 65 громад, 115 тис. км2;
- Цезаравгустанський (Conventus Caesaravgustanorum) — 55 громад, 90 тис. км2;
- Клунійський (Conventus Cluniensis) — 40 громад, 65 тис. км2;
- Бракарський, Астурійський та Лукенський (Bracaraugustanorum, Asturicensis, Lucensis) — загалом 61 громада, 74 тис. км2.
Навіть окремі конвенти за територією були співставні з цілими провінціями  - Далмацією, Бетикою, Белгікою, Віфінією.
Романізація провінції відбувалася нерівномірно. Якщо у Тарраконському конвенті основні міста мали статус колонії або муніципія вже за Августа, то переважна частина громад Клунійського, Бракарського та Лукенського конвентів отримали відповідні права лише за Флавіїв.

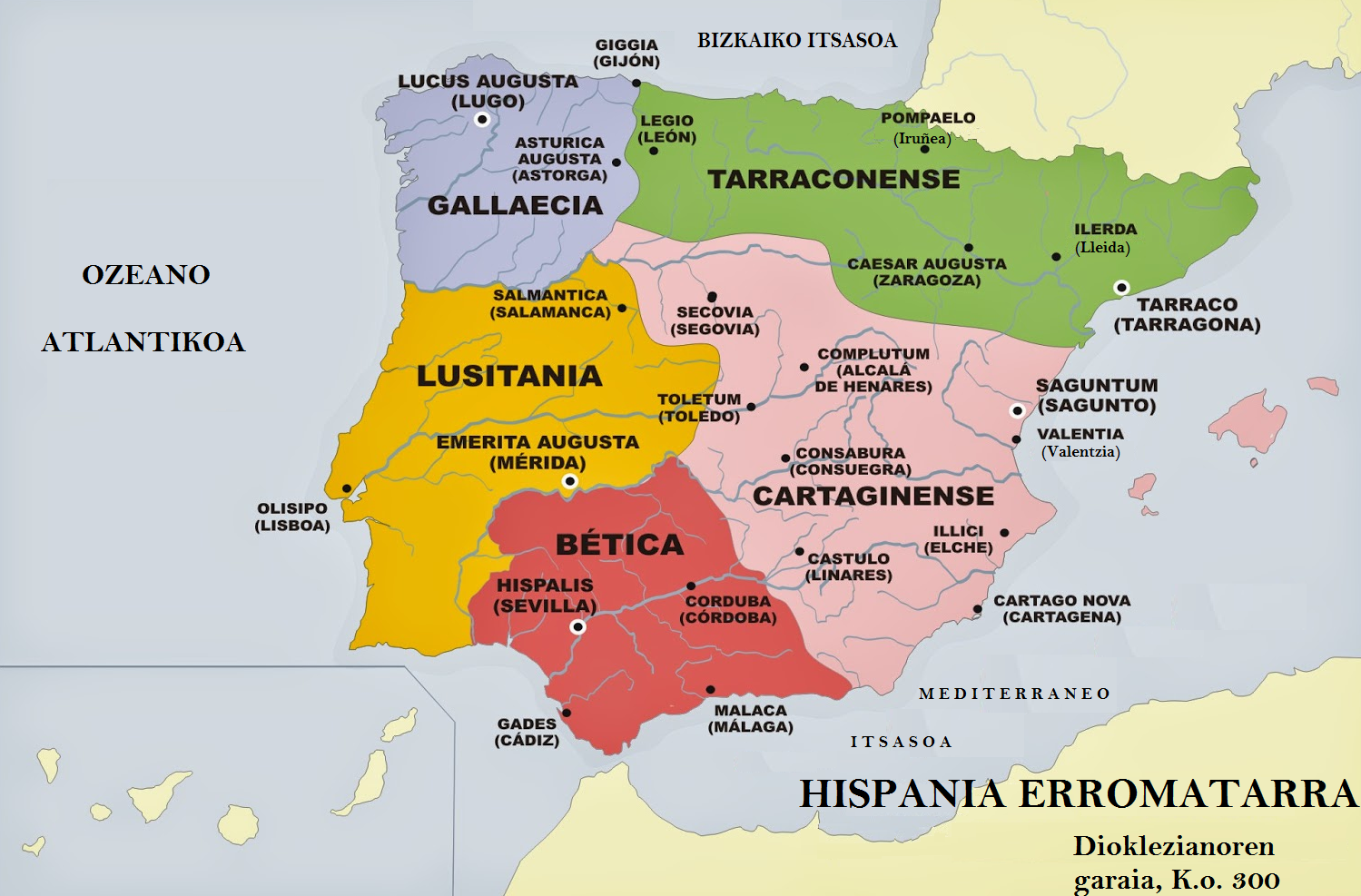
Поділ іспанських провінцій у 293—406 роках

Три західні конвенти у 214—235 роках були виділені в окрему провінцію Галлецію.
Після реформи Діоклетіана 293 року провінція була розділена на чотири частини: Галлеція (лат. Gallaecia), Карфагеніка (лат. Carthaginiensis), Тарраконіка (лат. Tarraconensis) та Балеаріка (лат. Hispania Balearica)
Тарраконська Іспанія була втрачена Римом на початку V ст. в результаті вторгнення вестготів і повстань басків і кантабрів, що почалися в той самий час. У результаті, на території Тарраконської Іспанії виникло королівство вестготів.

## Значення провінції
Незважаючи на свої розміри, багаті поклади руд та різноманітність природніх умов, в античності Тарраконська Іспанія сприймалася здебільшого як дика і доволі бідна провінція.

Показовий опис наводить Страбон («Географія», кн. ІІІ, р. 1):
«Більшість її має рідкісне населення… У більшій частині країни жителі мешкають у горах, лісах і на рівнинах з бідним ґрунтом і, до того ж, нерівномірно зрошуваним. Північна Іберія, при нерівності рельєфу не тільки зовсім холодна, але… позбавлена зв'язків з іншими країнами, набула негостинного характеру, тому вона надзвичайно незручна для життя. Такий характер північних частин країни; навпаки, майже вся південна Іберія родюча».
Таким чином, Тарраконська Іспанія протиставляється більш плодючій та зручній Бетиці. Саме значно менша територіально Бетика дала Риму більшість представників так званого «іспанського клану». Серед них — поет Марк Анней Лукан, філософ і політик Луцій Анней Сенека, імператори Марк Ульпій Траян та Публій Елій Адріан, Марк Аврелій.
З Тарраконської Іспанії, між тим, походили поет Марк Валерій Марціал (Більбіліс), ритор Марк Фабій Квінтиліан (Калагурріс), сенатор та ритор Марк Куріацій Матерн (Едета), діяч I—II століть Луцій Ліциній Сура (Барцино). У Римі багато заможних іспанців селилися на Авентині — і саме там Сура побудував свої терми.
Вже у часи Пізньої Імперіі на теренах провінції (Каука) народився імператор Феодосій.

## Економіка

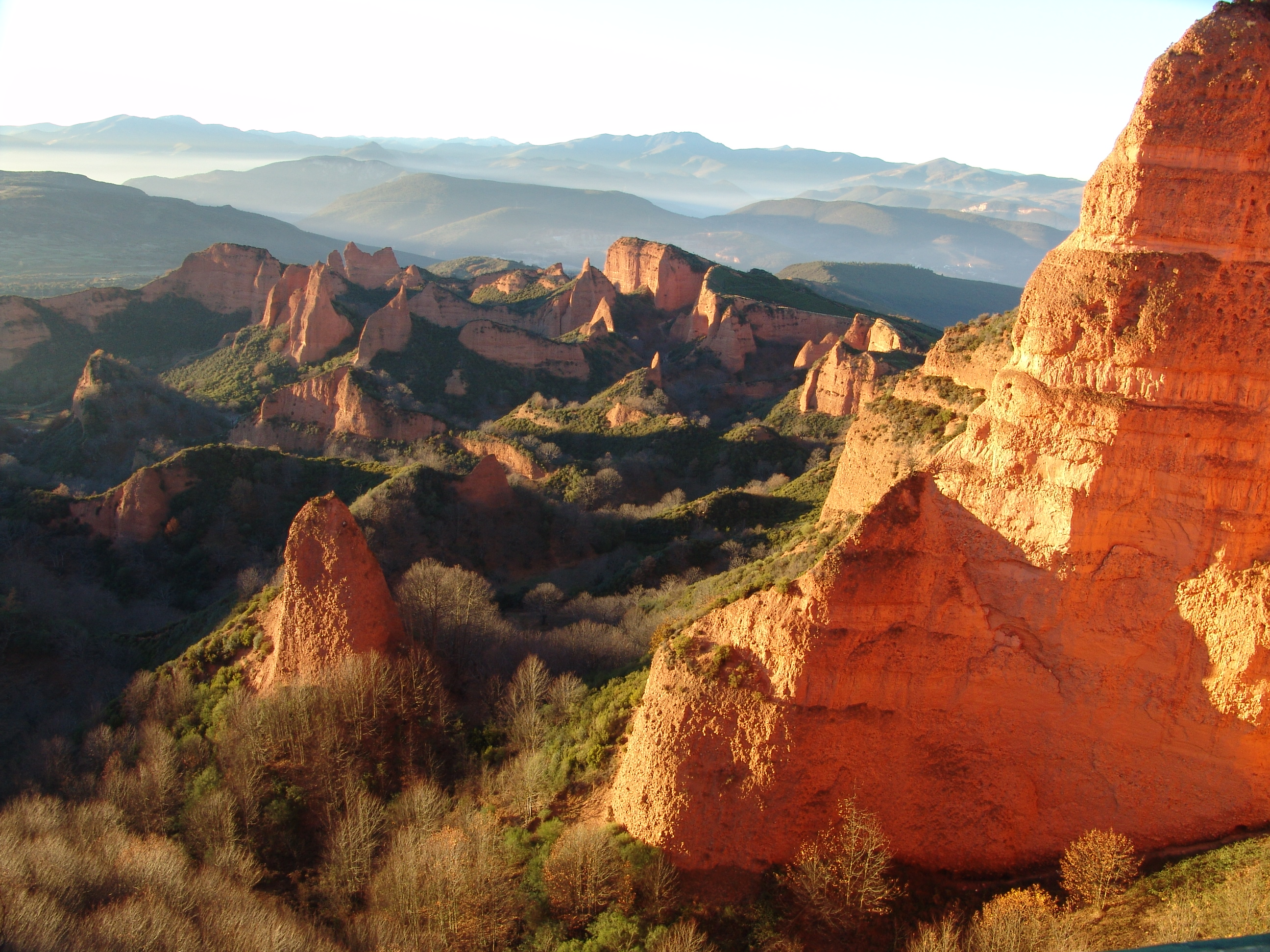
Район римських золотих розробок у Лас-Медулас, Галісія

Головним експортним товаром провінції  були метали та вироби з них. Загалом в римській Іспанії виявлено 173 рудники І-ІІ століть. Більша їх частина знаходилися саме у Тарраконській Іспанії.
Околиці Нового Карфагену були провідним центром видобутку срібла, міді та інших кольорових металів. За повідомленням Страбона, на місцевих копальнях працювало 40 тисяч рабів. Інший гірничо-металургійний кластер розташовувався на північному-заході, у Астурійському та Лукенському конвентах. Тут розвивався не лише видобуток металів, а й ливарні промисли. Тут же, у районі Лас Медулас, існували найбільші золоті розробки давнього світу. За словами Плінія Старшого, тут у кращі роки добувалося до 20000 фунтів золота (6,6 тон).  Для порівняння, протягом XVI століття до Європи з Америки було завезено 185 тон золота, що спричинило революцію цін у Старому Світі. Виробництвом виробів із заліза особливо славилося місто Толетум у центральній Іспанії.
Галузь досягла свого піку на середину ІІ ст. Надалі виробництво металів лише скорочувалося, особливо різко - внаслідок Антонінової чуми та кризи ІІІ століття. На кінець IV ст. на Піренейському півострові діяв лише 21 рудник, а на кінець V cт. - тільки 2.
Монетні двори, за даними Pieter Houten, існували у Тараконі, Цезаравгусті, Клунії, Новому Карфагені, а також Сагунті, Дертосі, Ілерді, Граккурісі, Калагуррісі, Сегобрізі та Ебусі. Примітна відсутність монетних дворів у ключовому гірничому регіоні - Галлеції.
Основою  економіки у всі часи було сільське господарство. Деякі райони розвинули галузі спеціалізації. Зокрема, грецький поліс Емпорій був знаний завдяки виробництву якісних лляних тканин. Новий Карфаген та Луцентум постачали популярний рибний соус гарум. Міста Тарракон, Валенція, Сагунтум, мали виноробські традиції, але іспанські вина не були так відомими у Римському світі, як італійські, галльські чи азійські. Передгір'я Піренеїв експортували шинку, а посушливі степи у центрі півострова спеціалізувалися на розведенні коней — зазначає Страбон.
В цілому ж через віддаленість від Середземного моря, посушливий клімат та складний рельєф на більшості території, за своїм економічним розвитком Тараконська Іспанія помітно поступалася сусіднім провінціям як Іспанії, так і Галлії.

## Населення
Етнічний склад. Населення Тарраконської Іспанії було надзвичайно строкатим. Уздовж узбережжя проживали іберійські племена, з яких найбільш значними були eдетани, ілергети, ілеркавони, контестани. Ця частина країни була окупована ще наприкінці Другої Пунічної війни і зазнала глибокої романізації ще до початку нової ери.

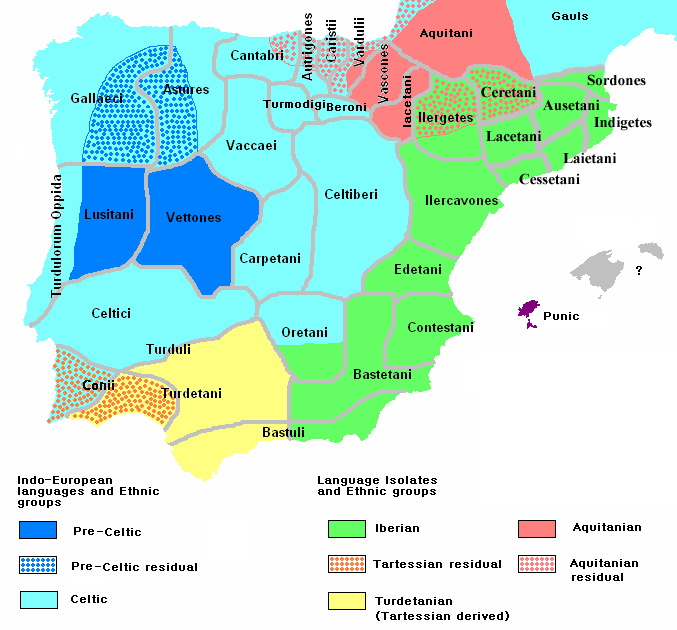
Народи Іспанії у доримський період

На решті території переважало кельтське та кельтіберське населення, а на крайній півночі - васкони, предки сучасних басків. У цій частині романізація носила поверхневий характер, а перехід населення на розмовну латину остаточно завершився лише у ранньохристиянський період.
Особливості розселення. Як зазначає археолог Carreras Monfort, у Римській Іспанії домінувало хутірське розселення і лише на півночі були поширені села.
Що стосується міст, то складний рельєф та низька продуктивність земель не сприяли концентрації населення. Pieter Houton наводить дані про 201 місто Тарраконської Іспанії, але дійсно великими були лише Тарракон, Новий Карфаген та Клунія, мали площу 70-90 гектарів і,  можливо, 15-20 тисяч мешканців. Більшість значних міст місцевого значення, таких як Валенція, Сагунт, Більбіліс, Оска та Калагурріс, мали всього 15-25 га площі і, ймовірно, 3-4 тисячі мешканців.
Згідно даних Pieter Houton, загальна площа 132 досліджених міст провінції становить 2,4 тис. гектарів. При цьому деякі з міст, незважаючи на великі розміри, не мали значних громадських споруд і фактично були великими селами. Такі "міста" були поширені серед кельських племен на півночі Іспанії (Лакобріга, Тонгобріга, Августобріга, Каука, Уксама Барка та інші).
Чисельність населення. Більшість оцінок істориків ґрунтуються на повідомленні Плінія Старшого (Naturalis Historia 3.28). Як прокуратор Тарраконської Іспанії він зафіксував 691 тисячу вільних жителів у громадах Бракарського (285000), Лукенського (166 000) та Астурійського (240 000) конвентів. На підставі цих даних, Карл Белох у своїй праці "Die Bevölkerung der griechisch-roemischen Welt" оцінив все населення цілої Іспанії у I cтолітті у 6 млн осіб.
Висновки щодо населення власне Тарраконської Іспанії та її округів можна зробити на підставі даних про кількість громад. За Плінієм, у Бракарському конвенті існувавло 24 громади, в Астурійському - 22, у Лукенському - 15. Відповідно, в кожному з конвентів населення громади складало 11-12 тис. осіб. У Екстраполювавши ці дані на цілу провінцію (263 громади) та врахувавши невеликий відсоток рабського населення, можна отримати величину 3,2-3,5 млн осіб.
Для Тарраконського конвенту (42 громади) таким чином можна отримати цифру в 500-550 тис. мешканців або 12,5-14 осіб/км2. Для порівняння, Каталонія за переписом 1626 р. мала 475 тис. жителів за щільності населення 14,8 осіб/км2. Величина для Цезаравгустанського конвенту (55 громад) може скласти 660-720 тис. мешканців або 7-8 осіб/км2. Відповідно, Арагон бл. 1650 року мав 390 тис. населення або 8,3 осіб/км2 . Таким чином, найбільш розвинені північно-східні території Тарраконської Іспанії за своїм демографічним розвитком знаходилися на рівні першої половина XVII cт.
Динаміка населення. Польові археологічні дослідження показують, що піку кількості сільських поселень було досягнуто на середину ІІ ст. За підрахунками Тамари Льюїтт, у першій половині ІІІ ст. кількість поселень становила 96% від докризового рівня, у другій половині ІІІ ст. - лише 61%. З початком IV ст. сільске населення знову відновилося, але у V cт. знов скоротилося майже удвічі, до 54% показника епохи Антонінів.
Загалом демографічна ситуація в Іспанії у пізньоримський час була кращою, ніж в інших провінціях. Певну роль у цьому зіграли кліматичні зміни, а саме збільшення вологості протягом 150-350 рр. У цей час, зокрема, з'являються ліси у раніше посушливих регіонах Астурії.

## Міста
- Астурійський конвент:
  - Астуріка Августа (Асторга). Столиця конвенту. Площа - 27 га. Центр торгівлі та ремесел. Місто мало театр та амфітеатр.
  - Легіо Геміна (Леон). Центр легіону. Місто засноване у 29 р. до н. е. Міські мури охоплюють 20 га і на сьогодні є одним із символів сучасного Леону. Це - найкраще збережені римські укріплення. Амфітеатр міста був збудований близько 74 р. н.е. За оцінкою археолога Vidal Encinas cпоруда розмірами 90x70 могла вмістити понад 12 тисяч глядачів.
  - Ланція. Міські стіни охоплюють 44 га. Після відводу частини військ із Галлеції значення міста впало.
- Бракарський конвент:
  - Бракара Августа (Брага) - столиця конвенту і найбільше місто Галлеції. Мури охоплюють 42 гектари. Права муніципія отримані за Августа. Місто мало амфітеатр, театр і значні терми.  Капітальний амфітеатр датується епохою Флавіїв (68-96 рік). За своїми розмірами (132x82) посідав третє місце у провінції і, можливо, вміщав до 20 тисяч глядачів.
  - Акве Флавіе (Шавеш). Площа - 15 гектарів. Амфітеатр. Місто було широко відоме як бальнеологічний курорт завдяки термальним джерелам і мінеральним водам.
  - Тонгобріга. Найбільше з урбанізованих кельтських поселень (30 га).  Місто мало капітальний театр.
- Карфагенський конвент:
  - Новий Карфаген (Картахена). Одне з найбагатших міст античності завдяки срібним промислам та виробництву вишуканих "марок" рибного соусу гарум. Значний порт. Площа - 80 га, населення - можливо, до 20 тисяч. Добре зберігся вишуканий театр на 6 тисяч місць. Також місто мало амфітеатр і цирк.
  - Кастулон (Лінарес). Значний (40 гектарів) торговий центр на шляху до Бетіки. В околицях - рудні промисли. Статус муніципія надано Цезарем. Місто мало амфітеатр, театр та цирк.
  - Толетум (Толедо). Місто засноване римлянами у 192 р. до н.е. на території племені карпетанів. Набуло великого розвитку як торговий центр на перетині сухопутних та річкових шляхів, а також завдяки покладам заліза. Місто карбувало власну монету. Статус муніципія надано Августом.  Площа укріплень - 40 га. Мало амфітеатр, театр і цирк. Останній, за деякими оцінками, міг вмістити до 30 тисяч глядачів (тобто населення цілої округи).
  - Сегобріга (район Куенки) - невеликий (10,5 га), але багатий центр сільськогосподарського та гірничого району. Статус муніципія надано Августом. Місто мало амфітеатр, театр та цирк. Амфітеатр, за даними Jonathan Hackett, був збудований у середині І століття і вміщував до 10 тисяч осіб - значно більше, ніж населення міста.
  - Ебус - найбільше місто Балеарських островів (21 га). Монетний двір. Театр.
  - Інші значні міста: Консабура (30 га, цирк), Еравіка (19 га), Оретум (17 га), Аккі (15 га, театр), Валерія (14 га), Баріа (11 га), Ілікі, Сетабіс, Саларія (по 10 га).
- Клунійський конвент:

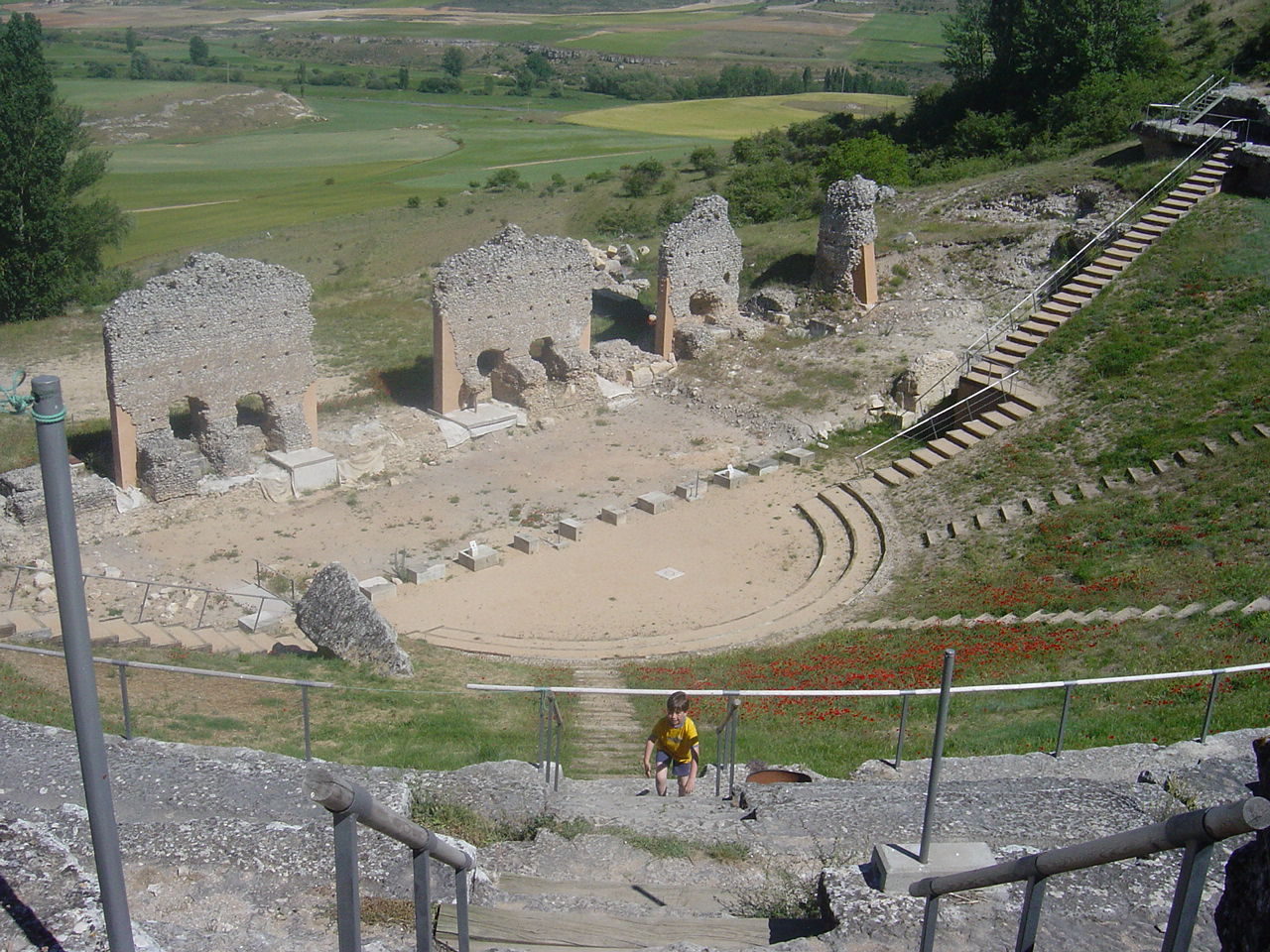
Театр міста Клунія

  - Театр міста КлуніяКлунія - столиця конвенту. Місто було чудово укріплене завдяки розташуванню на великому пагорбі з крутими схилами. Площа укріплень - 130 га, самого міста - до 70 га. Статус муніципія надано Тіберієм, колонії - Веспасіаном. Місто мало великий форум і театр, карбувало монету. При цьому Клунія - найбільше римське місто, яке не мало власного амфітеатру та цирку, що може свідчити про відносну бідність місцевих еліт.
  - Уксама Аргела (28 га) - один із численних кельтських міських центрів, але єдиний, який мав свій театр. Статус муніципія отримало від Тіберія.
  - Сеговія (18 га) - невелике місто у передгір'ї Центральної Кордильєри, знане завдяки одному з найбільших збережених аркадних акведуків Pax Romana (довжина 813 м, висота - до 28 м). Акведук споруджено або за Флавіїв (68-96), або за Адріана (117-138).
  - Інші міста та урбанізовані поселення: Лакобріга (70 га), Конфлуенція (50 га), Августобріга Пелендонів (49 га), Гелла (49 га), Амайя (42 га), Каука (рідне місто імператора Феодосія), Оцелум Дурі та Деобріга (по 26 га), Інтеркатія та Пінтія (по 25 га), Брігеціум (22 га), Альбоцела, Юліобріга, Термес (по 20 га), Інтеркатія Ваккея (19 га), Паланція Ваккея (15 га).

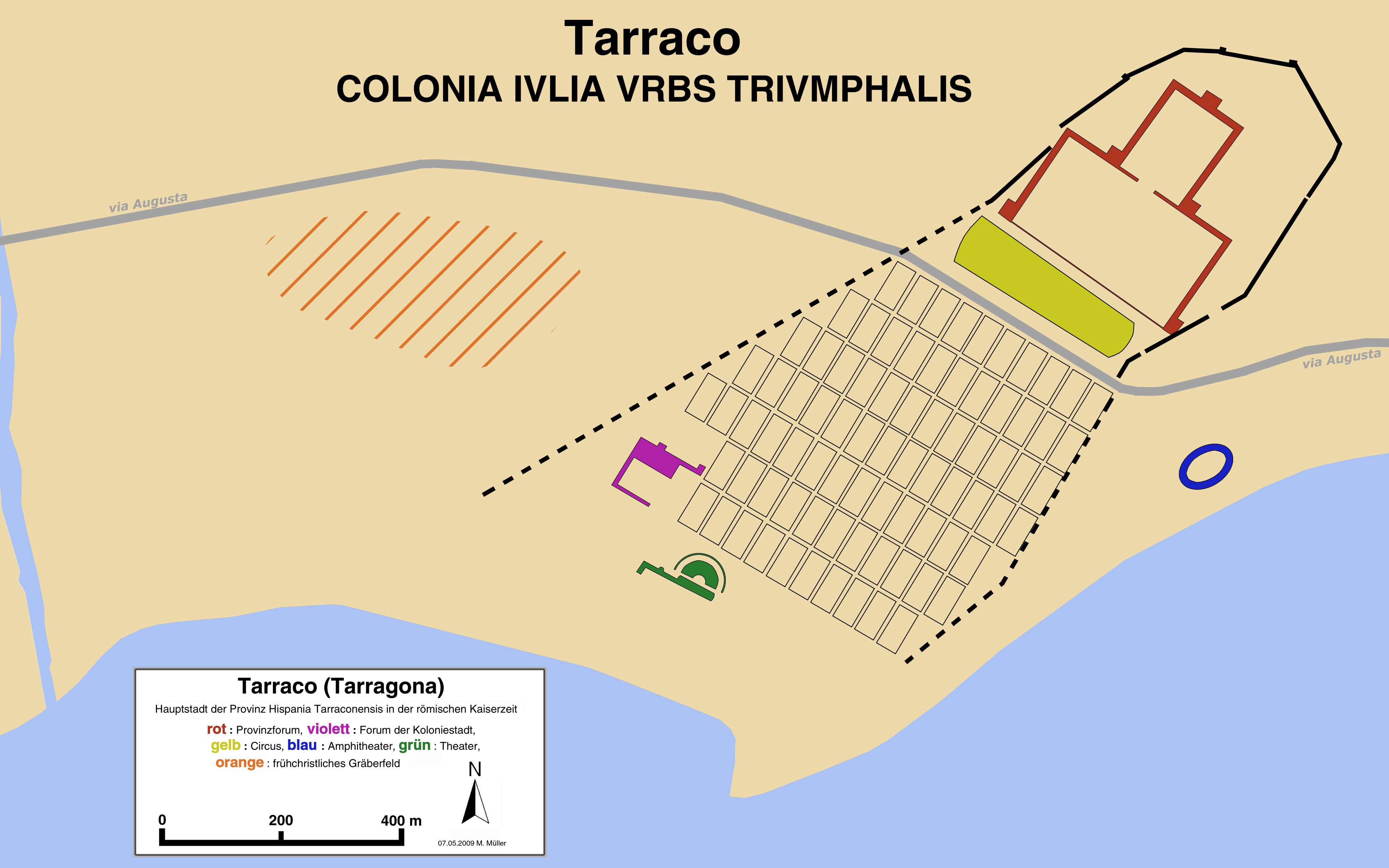
Генеральний план Тарракона.

- Генеральний план Тарракона.Лукенський конвент: Найменший зі згаданих Плінієм Старшим конвентів мав лише два значні міста - Лукус Августі (Луго) - 35 га та Ірію Флавію (23 га). Решта містечок менші 10 га. Наявність у столиці конвенту кам'яного амфітеатру є дискутабельною.
- Тарраконський конвент:
  - Тарракон — столиця і найбільше місто провінції. Своїм статусом Тарракон завдячує як зручному розташуванню на сухопутних шляхах з Італії та Галлії на захід і південь Іберійського півострова, так і м'якому клімату місцевості, що сприяв продуктивному сільському господарству. Розвитку міста сприяли Цезар і Август - останній зимував тут у 26/25 р. до н.е., під час війни з кантабрами. Третину площі міста займав громадський центр із цирком, храмовим комплексом, провінційним і місцевим форумами. На житлові квартали припадало лише 60 га. Втім, Тарракон мав значні передмістя (30-40 га) та високу концентрацію вілл довкола. Населення всього міста могло перевищувати 15 тисяч осіб.   У Тарраконі були капітальні споруди цирку, театру та амфітеатру. Останній, за даними Jonathan Hackett, збудовано у першій чверті І століття. За розмірів 148x119 метрів він міг вмістити до 33 тисяч глядачів.
  - Емпорій. Романізований грецький поліс. Місто та його округа спеціалізувалися на ткацтві. Площа - 31 га.
  - Сагунтум (Сагунт)- старовинне іберійське місто-держава, союзник Риму на початок Другої Пунічної війни. За Цезаря отримав статус муніципія. Карбував власну монету. Мав театр та цирк, що вміщував від 15 до 20 тисяч глядачів. При цьому сам міський центр був невеликий - лише 20 гектарів.
  - Валенція (Валенсія) - одна з перших римських колоній в Іспанії. Ще у 138 р. до н.е. консул Децим Юній Брут Каллаік надав тут земельні ділянки 2000 ветеранів. Згодом місто виросло до 20 га (з передмістями, виробничими зонами та некрополями - вже 37 га).  Містобудівна структура Валенції добре досліджена і показує аристократичний характер міста: значу частину його займали великі, до 1,5-2 тис. кв. м. будинки багатих землевласниців.
  - Барцино (Барселона) - невелике (10,5 га), але багате місто землевласників у процвітаючому землеробському регіоні. Батьківщина сенатора Ліцинія Сури та префекта Риму Педанія Секунда. За даними Jonathan Hackett амфітеатр Барцино мав розміри 117x98 м і міг вмістити понад 20 тисяч глядачів - імовірно, удесятеро більше, ніж налічувало саме місто, задумане як осередок зручностей для найбагатших верств населення.
  - Інші значні міста конвенту: Ессо (18 га), Дертоса (важливий річковий порт, 15 га),  Едета, Бланди та Субур (по 10 га). Решта міст були ще менші.

Цезаравгустанський конвент:

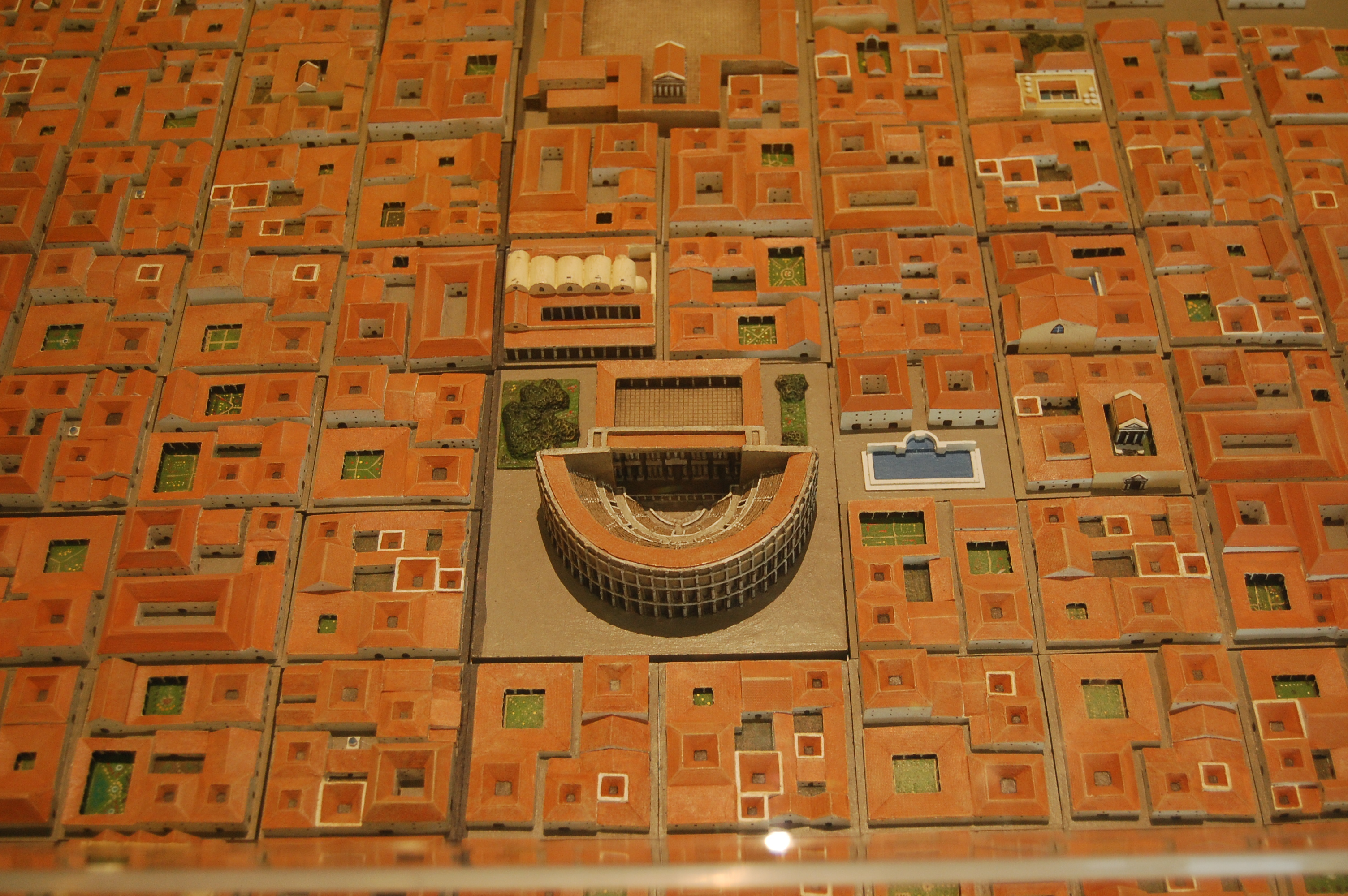
Планувальна структура міста Цезаравгуста

- Планувальна структура міста ЦезаравгустаЦезаравгуста (Сарагоса) - столиця і найбільше місто конвенту (56 га). Населення міста і передмість, можливо, сягали 10-12 тисяч. За Августа отримало статус колонії. Мало капітальні театр та амфітеатр.
- Цельса - колонія, започаткована Другим Тріумвіратом. Площа 44 га, театр.
- Калагурріс (Калаорра) - муніципій, започаткований Юлієм Цезарем. З мешканців території була сформована легендарна "калагуррітанська варта", що охороняла перших імператорів. За площі 16 га місто мало амфітеатр та цирк.
- Августа Більбіліс - батьківщина Валерія Марціала ("мила серцю Більбіла сільська"). Щільно забудоване іберійське місто площею 21 га і могло налічувати бл. 4 тисяч мешканців. Статус муніципія надано Августом. Вже у І столітті побудовано театр. Центр металічних промислів та коноводства.
- Інші важливі міста: Верея (27 га), Таррага (26 га), Сегонтія (21 га), Оциліс (20 га), Оска, Кара та Граккуріс (по 17 га), Ояссо (15 га), Велея, Помпело (по 12 га). Частина містечок конвентів займали лише 3-5 га, тож їх населення навряд перевищувало 1000 осіб.